# Хаснат, Абул
Абул Хаснат (бенг. আবুল হাসনাত, ок. 1940 — 16 сентября 2022) — бангладешский политик и юрист. Он был одним из основателей постоянного комитета Бангладешской националистической партии.

## Политическая жизнь
Абул Хаснат был первым мэром (избранным уполномоченными) городской корпорации Дакки в 1977–1982 годах, затем в 1990 году. В кабинете Абдуса Саттара он занимал пост министра жилищного строительства и общественных работ с 27 ноября 1981 года по 10 мая 1982 года.
Хаснат вступил в партию Джатья в 1990 году. Он был избран в парламент от Дакки-9 в 1990 году на дополнительных выборах как кандидат от партии Джатья. Он занимал пост министра жилищного строительства и общественных работ в кабинете Хусейна Мохаммада Эршада с 20 октября 1990 года по 6 декабря 1990 года.
Позже Хаснат вернулся в Националистическую партию Бангладеш и стал членом постоянного комитета этой партии.

## Смерть
Хаснат умер естественной смертью в возрасте 82 лет 16 сентября 2022 года в Лондоне, Англия.